# Cerapachys versicolor
Cerapachys versicolor é uma espécie de formiga do gênero Cerapachys.